# Österreichisches Lateinamerika-Institut

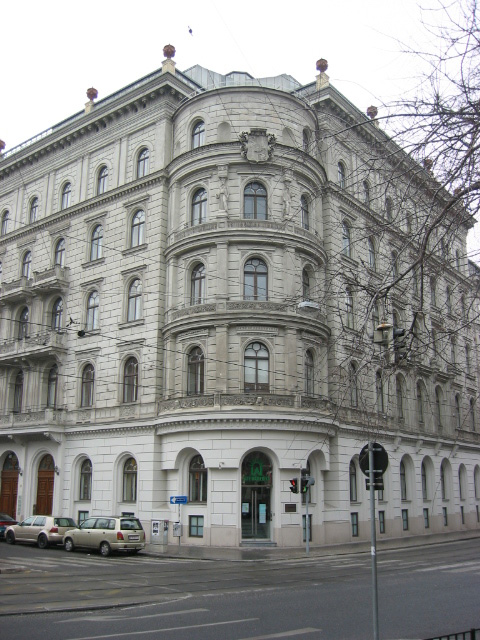
Palais Schlick in Wien, Sitz des Österreichischen Lateinamerika-Instituts

Das Österreichische Lateinamerika-Institut (LAI) ist ein interdisziplinäres Informations-, Bildungs- und Kulturzentrum zu Lateinamerika in Wien. Es wurde 1965 gegründet, hat die Rechtsform eines Vereins und erhält für seine wissenschaftlichen und entwicklungspolitischen Aktivitäten öffentliche Förderungen. Etwa die Hälfte des Jahresbudgets wird aus Eigenmitteln, vor allem aus Erträgen der Bildungsveranstaltungen und aus Mitgliedsbeiträgen finanziert. Das Institut befindet sich seit 1994 im Palais Schlick im 9. Bezirk. Seit 1. Juli 2020 ist das LAI Teil der Wiener Volkshochschulen.
2005 wurde die Zweigstelle Steiermark mit Sitz in Graz als unabhängiger Verein neu gestaltet und behielt auch nach Übernahme des LAI in Wien durch die Wiener Volkshochschulen ihre Unabhängigkeit. Das frühere Lateinamerika-Institut Steiermark (LAIS) nennt sich seit 2021 Iberoamerica Institut, führt vor allem Sprachkurse (Spanisch, Portugiesisch, Deutsch als Fremdsprache) durch und wird von der Universität Graz durch Zurverfügungstellung von Kursräumen am Institut für Romanistik unterstützt.

## Universitätslehrgang Interdisziplinäre Lateinamerika-Studien (MA)
Der sechssemestrige Universitätslehrgang Interdisziplinäre Lateinamerika-Studien (MA) war das einzige Lateinamerikanistik-Lehrangebot auf akademischer Ebene in Österreich. Er richtete sich an Absolventen aller Studienrichtungen, die eine Zusatzqualifikation zu Lateinamerika erwerben wollten und berufliche Tätigkeiten, etwa in den Bereichen Wirtschaft, Ökologie, Kommunikation, Internationale Beziehungen, Diplomatie, Entwicklungszusammenarbeit, Menschenrechtsarbeit, politische Beratung, Bildung oder Tourismus anstrebten. Der Lehrgang wurde in Kooperation mit der Universität Wien durchgeführt und mit einem Master of Arts in Latin American Studies abgeschlossen.

## Etta-Becker-Donner-Stipendienprogramm
Das Etta-Becker-Donner-Stipendienprogramm dient dazu, Kontakte zwischen österreichischen und lateinamerikanischen Forschern zu fördern und institutionelle Kontakte aufzubauen und zu vertiefen. Durch Besuche bei wissenschaftlichen Institutionen, die den Forschungsinteressen der Stipendiaten und ihrer Institutionen entsprechen, werden der wissenschaftliche Austausch unterstützt und Möglichkeiten einer zukünftigen Zusammenarbeit ausgelotet. Das Stipendienprogramm ist nach der ersten Präsidentin des Österreichischen Lateinamerika-Instituts Etta Becker-Donner benannt wird aus Mitteln des Österreichischen Bundesministeriums für Wissenschaft und Forschung finanziert.

## Sprachkurse
Mit jährlich fast 250 Kursen ist das Institut der größte Anbieter von Spanisch- und Portugiesischkursen in Österreich. Fallweise werden auch Einführungsseminare zu indigenen Sprachen wie Quechua, Aymara, Guaraní oder Mayasprachen angeboten.

## Kulturelle Veranstaltungen
Das regelmäßige Veranstaltungsprogramm in den Räumen Instituts umfasst Ausstellungen, Buchpräsentationen, Konzerte, Vorträge und Diskussionsveranstaltungen.

## Lateinamerikaforschung Austria
Das Österreichische Lateinamerika-Institut unterstützt die Lateinamerikaforschung Austria (LAF Austria) (vormals „Arbeitsgemeinschaft Österreichische Lateinamerika-Forschung“), einen Verein zur interdisziplinären Vernetzung der Lateinamerikaforscher in Österreich. Zum Stand November 2014 hatte die LAF Austria 104 Mitglieder. Jährlich veranstaltet der Verein eine wissenschaftliche Tagung, die seit 1985 im Bundesheim für Erwachsenenbildung St. Wolfgang in Strobl am Wolfgangsee stattfindet. In der Reihe Investigaciones: Forschungen zu Lateinamerika werden Hochschulschriften junger Lateinamerikaforscher öffentlich zugänglich gemacht. Die LAF Austria wurde 1983 auf Initiative von Mitgliedern des Österreichischen Lateinamerika-Institutes gegründet und ist, wie das Institut selbst, Mitglied von CEISAL.

## Atención: Jahrbuch des Österreichischen Lateinamerika-Instituts
Das wissenschaftliche Jahrbuch des Instituts erschien seit 1997 unter dem Titel Atención einmal jährlich als Fortsetzung der von 1975 bis 1996 erschienenen Zeitschrift für Lateinamerika Wien mit Beiträgen auf Deutsch, Spanisch und Englisch. Die Auswahl der Themen lehnte sich an die Semesterthemen des Universitätslehrgang Interdisziplinäre Lateinamerika-Studien (MA) an. Die Publikation wurde 2013 eingestellt.

## Wissenschaftliche und kulturelle Projekte
- Am Rande des EU-Lateinamerika-Gipfels 2006 im Rahmen der österreichischen EU-Präsidentschaft in Wien organisierte das LAI die internationale Konferenzreihe „Regionale Integration, interkontinentale Kooperation EU - Lateinamerika und die Frage von Armut, Entwicklung und Demokratie“ (REAL 2006).
- Das Bildungs- und Musikfestival Onda Latina, das zwischen April und Juni 2006 österreichweit stattfand, geht ebenfalls auf eine Initiative des LAI zurück.
- Das LAI koordinierte das Projekt „LAC-ACCESS - Connecting High-Quality Research between the European Union and Latin American and Caribbean Countries“ (Jänner 2007 bis April 2009), dessen Ziel es war, Forschungseinrichtungen in Lateinamerika und der Karibik in die Dynamik des Europäischen Forschungsraums, mit  Fokus auf das 7. EU-Rahmenprogramm für Forschung und technologische Entwicklung, einzubinden.
- Das LAI organisierte 2012 den 54. International Congress of Americanists in Wien.

## Bibliothek
Das Institut betrieb von 1973 bis 2011 eine Bibliothek und Dokumentationsstelle mit Fachbüchern und Fachzeitschriften zu Wirtschaft, Politik, Geschichte, Kultur, Gesellschaft und Ökologie der lateinamerikanischen Staaten sowie literarischen Werken spanisch- und portugiesischsprachiger Autoren und deren Übersetzungen ins Deutsche. Die Bibliothek war Mitglied des Europäischen Informations- und Dokumentationsnetzwerks zu Lateinamerika REDIAL. Seit Schließung der Bibliothek sind die Bestände über die C3-Bibliothek für Entwicklungspolitik entlehnbar.